# Polymère en étoile

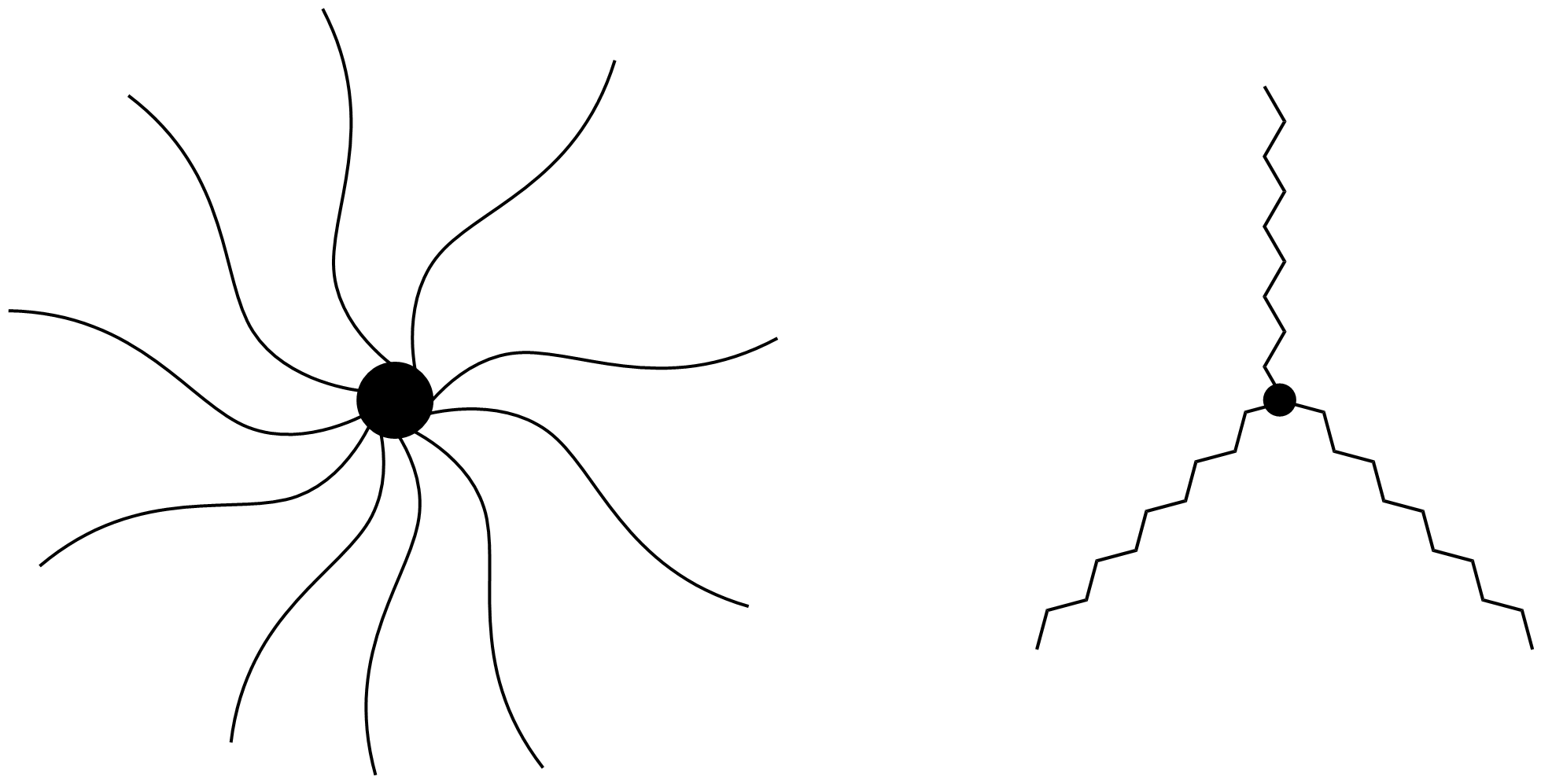
Deux représentations possibles des polymères en étoile

Un polymère en étoile est un polymère ramifié globulaire présentant un seul point de ramification (cœur) d’où émanent plusieurs chaînes linéaires (branches). Ces branches sont sans ramification secondaire. Les polymères en étoile sont obtenues à partir de monomères de type AB. Un polymère en étoile présentant n chaînes linéaires (branches) liées au point de ramification est appelé polymère en étoile à n branches, par exemple : polymère en étoile à cinq branches.

## Typologie
Selon la longueur des branches, un polymère en étoile peut être :
- homogène : les branches ont toutes la même longueur ;
- hétérogène : les branches ont des longueurs différentes.

Selon la composition des branches, un polymère en étoile peut être :
- régulier (homostars) : toutes les branches sont identiques ;
- panaché (heterostars ou Miktoarm stars) : les branches n'ont pas la même composition ;
- à bloc : les branches sont des copolymères à bloc.

## Histoire
Les premiers polymères en étoile ont été préparés par John Schaefgen et Paul Flory en 1948. Ils étaient des polyamides. Les premiers polymères en étoile avec des structures bien définies ont été préparés en 1962 par Maurice Morton et al. La synthèse a eu lieu par polymérisation anionique vivante.

## Synthèse

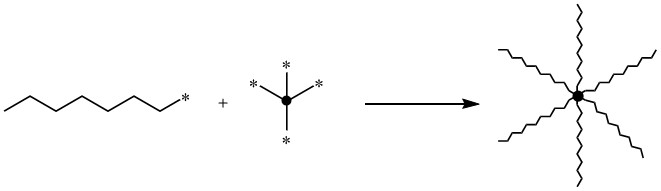
Schéma d'une synthèse convergente. Le signe * représente un site réactif.

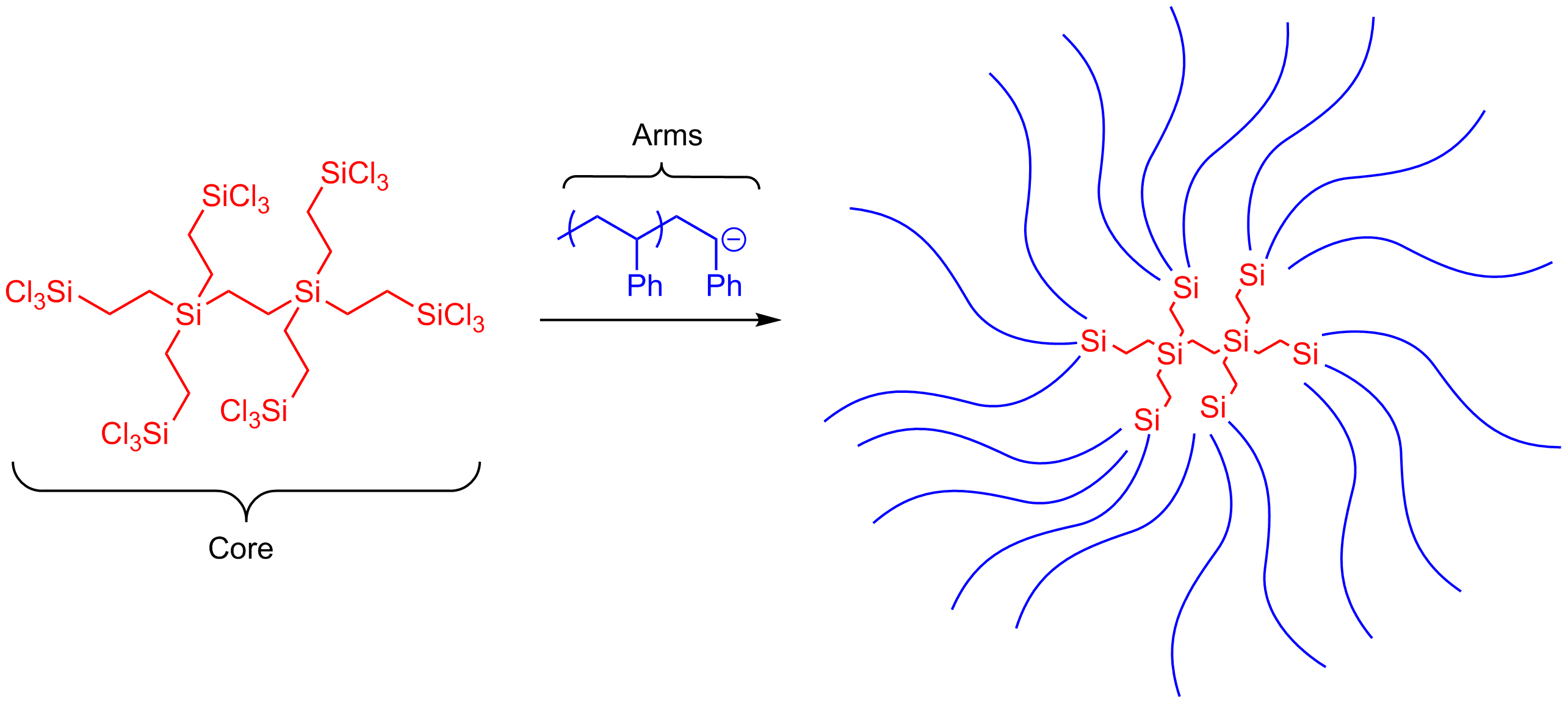
Exemple d'une synthèse convergente en utilisant un cœur dérivé d'un chlorosilane et une branche anionique.

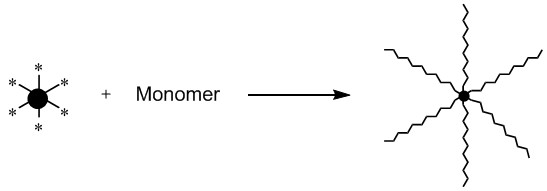
Schéma d'une synthèse divergente. Le signe * représente un site réactif.

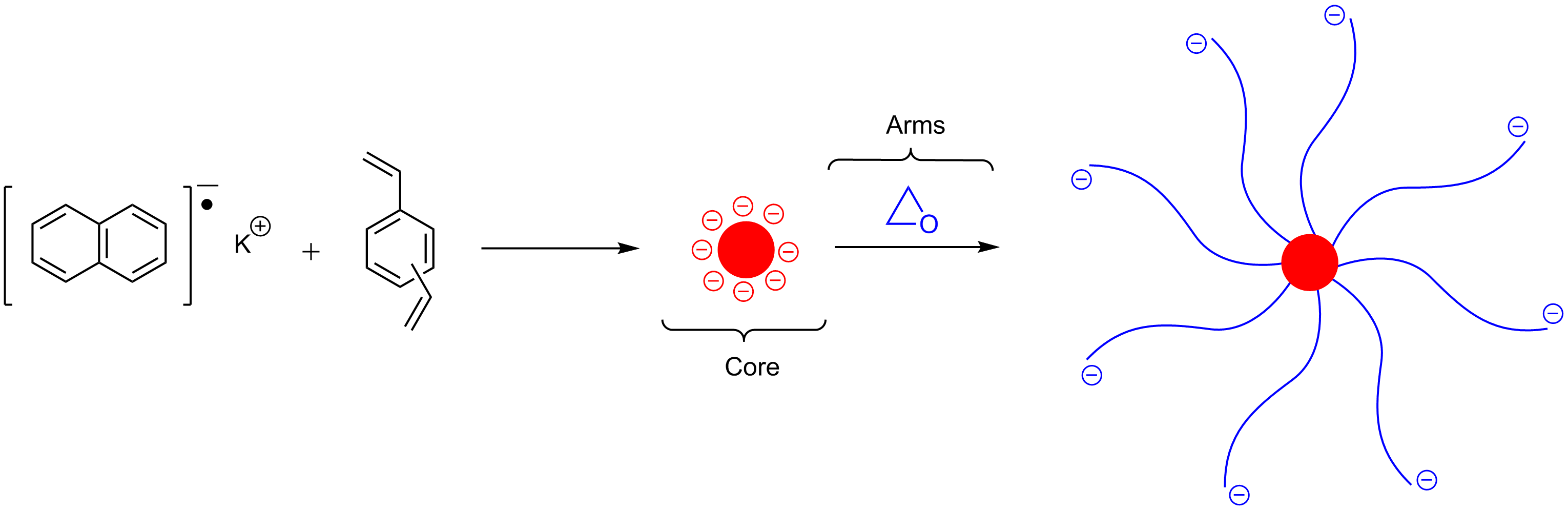
Exemple d'une synthèse divergente d'un polyéthylène glycol en étoile en utilisant un divinylbenzène.

Deux stratégies différentes peuvent être utilisées pour synthétiser des polymères en étoile.
La synthèse convergente (en anglais arms first) assemble la molécule de l'extérieur vers le noyau : les branches sont fixées sur le cœur par des réactions de couplage. La synthèse convergente est sans doute la synthèse la plus efficace des polymères en étoile. En effet, chaque étape peut être directement contrôlée et évaluée. Les branches et le cœur peuvent être isolés et caractérisés avant une réaction stœchiométrique, et la fonctionnalité du polymère en étoile final peut alors être mesurée directement avec précision. L'encombrement stérique peut parfois intredire quelques branches de réagir avec le cœur.
La synthèse divergente (en anglais core first) assemble la molécule à partir du noyau jusqu'à la périphérie : le cœur est utilisé comme amorceur pour la polymérisation ultérieure et simultanée des branches. La synthèse divergente se révèle plus compliquée que l'approche convergente car il est difficile de trouver un noyau approprié et stable et car la caractérisation du polymère en étoile synthétisé est difficile.
La synthèse des polymères en étoile se fait généralement en une seule étape (synthèse monotope).

## Propriétés
Les propriétés des polymères en étoile dépendent de leur squelette intrinsèque et de leurs fonctions terminales. La modification de ces caractéristiques peut modifier les propriétés suivantes :
- Squelette intrinsèque : flexibilité, thermostabilité, structure amorphe ;
- Fonctions terminales : réactivité, polarité ;
- Squelette intrinsèque et fonctions terminales : viscosité, solubilité, transition vitreuse.

## Applications
Les applications des polymères en étoile dépendent de leur squelette intrinsèque et de leurs fonctions terminales. En jouant sur ces caractéristiques les applications suivantes sont possibles : modificateurs de rhéologie, composant de renforcement ou d'augmentation de la ténacité de différents matériaux.
Les applications commerciales des polymères en étoiles sont encore limitées.